# الشقق البابوية

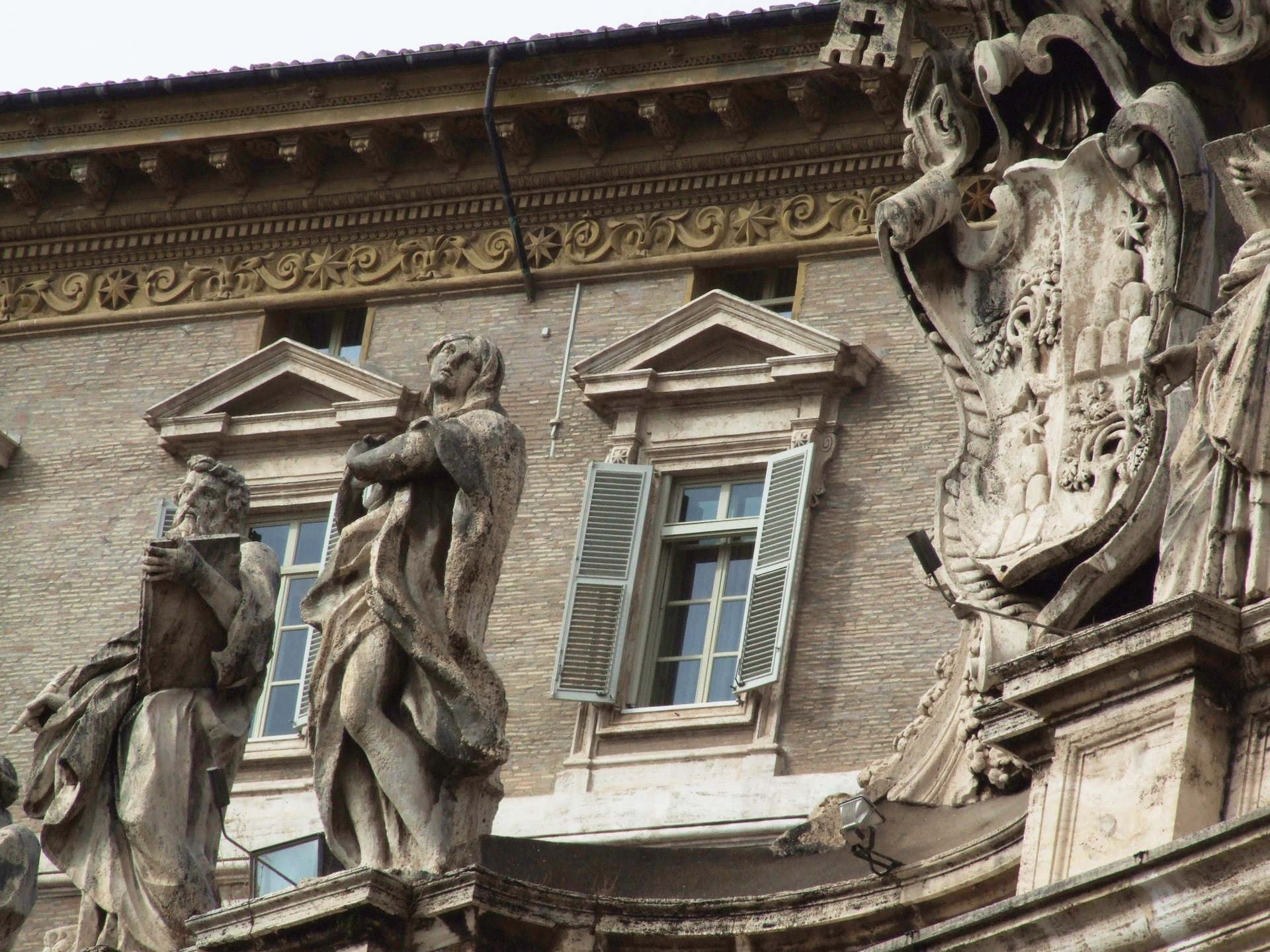
شبّاك البابا حيث يطل لصلاة التبشير الملائكي.

الشقق البابوية هي تسمية غير رسمية لمجموعة من الشقق الخاصة والعامّة، والتي تلتف حول فناء سيكتوس الخامس، والطابق الثالث من القصر الرسولي في الفاتيكان.
منذ القرن السابع عشر كانت الشقق البابوية مقر الإقامة الرسمي للبابا. قبل عام 1870، وكان مقر إقامة البابا الرسمي في قصر كيرينالي، وهو الآن المقر الرسمي لرئيس الجمهورية الإيطالية.